# (4531) Asaro
(4531) Asaro (1985 FC) – planetoida z pasa głównego asteroid okrążająca Słońce w ciągu 2,54 lat w średniej odległości 1,86 j.a. Odkryta 20 marca 1985 roku.